# Том и Џери (пиће)
Том и Џери је традиционални божићни коктел у Сједињеним Државама, који се понекад приписује британском писцу и професионалном боксерском новинару Пирсу Игану  1820-их. То је варијанта напитка од јаја са ракијом и румом и служи се врућ, обично у шољици или чинији.

## Начин припреме
Друга метода користи беланца, чврсто умућене у снег, са жумањцима и шећером, те по жељи доданим екстрактом ванилије. У шалицу се дода неколико кашика, затим се дода вруће млеко и рум, те се прелије мушкатним орашчићем. Унапред направљено тесто за Том и Јеррy, које обично производе произвођачи у Висконсину, Минесоти, Дакотама и Монтани, продаје се у регионалним супермаркетима током божићне сезоне.    

## Састојци
- Јаја или беланце,
- шећер у праху,
- ракија,
- рум

## Име
Назив пића је референца на Еганову књигу Life in London (Живот у Лондону) или The Day and Night Scenes of Jerry Hawthorn Esq. and his Elegant Friend Corinthian Tom (Дан и ноћ призора Џерија Хавторна Еск. и његовог Елегантног пријатеља Коринтијана Тома) (1821), и позоришне представе Tom and Jerry, or Life in London (Том и Џери, или Живот у Лондону) (такође 1821). Да би објавио књигу и представу, Еган је увео варијацију ликера од јаја додавањем 1⁄2 US fl oz (15 ml) ракије, називајући то "Том и Џери". Додатно утврђење помогло је популаризацији пића. 

## У популарној култури
Том и Џери је био омиљени ликер председника Ворена Г. Хардинга, који га је служио на божићним забавама за своје најближе пријатеље.
Много касније, из студија Ван Беурен 1930-их, појавио се чувени цртани двојац Том и Џери и чувено ривалство мачка Тома и миша Џерија од 1940-их до 1960-их. Њихова имена вероватно су настала као игра речи са именом пића или књижевних дела која су га инспирисала.
Пиће Том и Џери представља главни мотив у причи Јогија Јоргесона I Yust Go Nuts at Christmas (Ја сам луд за Божић), у којој Јоги попије десетак тура напитка и тако мамуран долази на божићну вечеру следећег дана.